# Adam Neuser
Adam Neuser (* um 1530 in Gunzenhausen; † 12. Oktober 1576 in Konstantinopel) war ein deutscher Theologe, der als Gegner des Dogmas von der Dreifaltigkeit zum Islam übertrat.

## Leben
Seit 1560 war Adam Neuser Pfarrer an der Peterskirche in Heidelberg. 1569 wurde er an die Heidelberger Heiliggeistkirche versetzt, weil er die Einführung der streng calvinistischen Kirchenzucht nach Genfer Vorbild ablehnte. Gemeinsam mit seinem Bekannten Johannes Sylvanus entwickelte sich Neuser zu einem Antitrinitarier. 1570 übergab Neuser einem siebenbürgischen Gesandten einen Brief an den Sultan des Osmanischen Reiches, in dem er seinen Übertritt zum Islam in Betracht zog. Dies führte zu einer Anklage wegen Hochverrats. Gemeinsam mit Sylvanus wurde Adam Neuser verhaftet und auf dem Heidelberger Schloss inhaftiert. Adam Neuser gelang jedoch die Flucht. Nach Aufenthalten in London, Paris und Polen siedelte Adam Neuser nach Konstantinopel über, wo er – wegen seiner Ablehnung, Jesus Christus als mit Gott wesensgleich anzuerkennen – zum Islam übertrat.
Gotthold Ephraim Lessing machte Adam Neusers Schicksal zum Gegenstand einer Abhandlung.